# Osnabrück
Osnabrück [ósnabrik] (nemški izgovor [ɔsnabʁʏk]; vestfalsko Ossenbrügge) je neodvisno mesto v nemški zvezni deželi Spodnja Saška, približno 80 km severovzhodno od Dortmunda, 45 km severovzhodno od Münstra in približno 100 km zahodno od Hanovra. Leži v dolini med nizkim hribovjem Wiehengebirge in severnim koncem Tevtoburškega gozda. Področje je niz gorskega grebena, ki se razteza jugovzhodno proti Bielefeldu in naprej do Detmolda, in je v splošnem med drugim zanimivo za kolesarje. S 164.374 prebivalci je Osnabrück eno od štirih največjih mest v Spodnji Saški za Hannovrom, Braunschweigom in Oldenburgom. Mesto je osrednja točka dežele Osnabrück in okrožja Osnabrück.
Ustanovitev Osnabrücka je bila povezana z lego na pomembnih evropskih trgovskih poteh. Karel Veliki je leta 780 ustanovil škofijo Osnabrück. Mesto je bilo tudi član Hanseatske zveze. Ob koncu tridesetletne vojne (1618–1648) je v Osnabrücku in bližnjem mestu Münstru potekalo pogajanje o Vestfalskem miru. Zaradi svoje vloge pri pogajanjih je kasneje sprejel naziv Friedensstadt (mesto miru). Mesto je znano tudi kot rojstni kraj protivojnega romanopisca Erich-Maria Remarquea in slikarja Felixa Nussbauma.
V zadnjem času je Osnabrück postal znan po svoji industriji. V mestu in okolici so številna podjetja iz avtomobilskega, papirnega, jeklarskega in živilskega sektorja. V mestu je sedež ene največjih nemških orodjarn Karmann, katere delovanje seže še v čas pred 2. svetovno vojno. Po tej znameniti orodjarni se imenuje tudi ena od glavnih osnabrüških ulic – Karmannstrasse.
Kljub ogromnemu uničenju, ki ga je mesto doživelo med 2. svetovno vojno, je bilo staro mesto (Altstadt) sčasoma rekonstruirano z oblikami, ki so zveste prvotni srednjeveški arhitekturi. Osnabrück je bil tudi dom največjega britanskega garnizona zunaj Združenega kraljestva. Sodobno, urbano podobo kaže prisotnost več kot 22.000 študentov, ki študirajo na univerzi v Osnabrücku in na Hochschule Osnabrück (Visoki šoli uporabnih znanosti). Čeprav upravnopolitično spada v deželo Spodnjo Saško, zgodovinsko, kulturno in jezikovno Osnabrück velja za del  pokrajine Vestfalija, katere glavnina leži v zvezni deželi Severno Porenje - Vestfalija.

## Ime
Poreklo imena Osnabrück je sporno. Priponka -brück sugerira na most (od nemškega brücke – most), predpona Osna- pa je mogoče razložiti na vsaj dva različna načina. Tradicionalna razlaga je, da je današnje ime napaka Ochsenbrücke (kar pomeni volovski most), drugi pa navajajo, da izvira iz imena reke Hase, ki je verjetno izpeljana iz Asen (Æsir), s čimer Osnabrücku daje pomen most do bogov. Po načinu, kako kdo izgovarja ime mesta, je mogoče določiti, ali je govornik rojen v Osnabrücku ali pa je tujec/obiskovalec – večina domačinov poudarja zadnji zlog, medtem ko se tisti iz drugih krajev nagibajo k prvem. Mesto je dalo ime grobi vrsti navadne tkanine osnaburg (op.: -burg pomeni okrožje).

## Zgodovina

### Srednji vek
Osnabrück se je najprej razvil kot trg ob škofiji, ki jo je leta 780 ustanovil frankovski kralj Karel Veliki. Mesto je nekoč nekako pred letom 803 postalo sedež knežje škofije Osnabrück. Čeprav tudi ta datum ni točno znan, je verjetno, da je Osnabrück najstarejša škofija v Spodnji Saški.
Leta 804 je Karel Veliki ustanovil Gymnasium Carolinum. To bi bila najstarejša nemška gimnazija, vendar pa je datumski dokument sporen, saj nekateri zgodovinarji verjamejo, da bi lahko bil ponarejen.
Leta 889 je karolinški kralj Arnulf Koroški mestu podelil trgovske in carinske privilegije, ter pravico kovanja denarja. Osnabrück so kot »mesto« prvič omenjali v evidencah leta 1147. Desetletje kasneje je leta 1157 cesar Friderik I. Barbarossa podelil privilegije mestnih fortifikacij (Befestigungsrecht). Večina stolpov, ki so bili del prvotnih srednjeveških fortifikacij, je še vedno vidnih v mestu. Osnabrück je v 12. stoletju postal član Hanzeatske zveze in tudi član Vestfalske federacije mest.
Zgodovina mesta v poznejšem srednjem veku je bila zapisana v kroniki Alberta Suha, enega najpomembnejših klerikov Osnabrüka v 15. stoletju.

### Zgodnja moderna doba
Od leta 1561 do 1639 je v Osnabrücku prišlo do več družbenih nemirov in napetosti zaradi protestantske reformacije, tridesetletne vojne in tudi lova na čarovnice. Leta 1582 so v času vladavine župana Hammacherja (1565–1588) usmrtili 163 žensk kot domnevnih čarovnic – večina so jih žive zažgali. Skupaj so usmrtili 276 žensk in dva moška, ki so jih obtožili čarovništva.
Prve luteranske službe so potekale leta 1543. V naslednjem stoletju se je v mestu razširilo luteranstvo in izvolili so več protestantskih škofov. Vendar so katoliške cerkve še naprej delovale in mesto nikoli ni postalo popolnoma luteransko. Po izbruhu tridesetletne vojne so leta 1623 izvolili katoliškega škofa, mesto pa so leta 1628 zasedale vojaške enote katoliške lige. Gymnasium Carolinum so leta 1632 nadgradili v jezuitsko univerzo, vendar so jo leto kasneje zaprli, ko so švedski vojaki prevzeli mesto in obnovili v protestantski nadzor.
Od leta 1643 do 1648 so v Osnabrücku in bližnjem mestu Münster potekala mirovna pogajanja. Dvojni sporazumi, ki so bili skupaj imenovani Vestfalski mir, so končali tridesetletno vojno. Osnabrück je bil uradno priznan kot bikonfesionalen (katoliški in protestantski). Knezoškofa sta zamenjala katoliški škof in protestantski škof. Protestanski škof bi bil izbran iz potomcev grofov Brunswick-Lüneburg, pri čemer je bilo prvenstvo dano mlajšemu sinu, kar je začetek rodbine Hanover. Od leta 1667 je knezškof Ernest Augustus, vojvoda Brunswick-Lüneburg, zgradil novo baročno palačo. Njegov sin, Jurij I. Britanski, je umrl v palači, v času bivanja svojega mlajšega brata, knezoškofa Ernesta Augustusa, vojvode Yorka in Albanyja, na potovanju 11. junija 1727.
V začetku 18. stoletja je priznani lokalni pravnik in socialistični teoretik Justus Möser napisal zelo vplivno ustavno zgodovino mesta, Osnabrücker Geschichte. Po sedemletni vojni se je mestno prebivalstvo zmanjšalo pod 6000, vendar je gospodarska oživitev, povezana s tekstilno in tobačno industrijo povzročila, da se je to od leta 1780 dalje povečalo.

### 19. stoletje
Francoske revolucionarne vojne so leta 1795 prinesle v mesto pruske vojake, sledili so Francozi leta 1803. Zaradi tega se je za celotno prvo desetletje 19. stoletja prebivalstvo mesta ostalo pod 10.000. Napoleonsko obdobje se je v mestu večkrat spremenilo. Nadzorovanje Osnabrücka je prešlo pod elektorat Hanoveržanov leta 1803 med nemško mediatizacijo in nato na kratko pod kraljestvo Prusije leta 1806. Mesto je od 1807 do 1810 postalo del kraljevine Vestfalije, nato pa je prešlo pod Prvo Francosko cesarstvo. Po letu 1815 je postalo del Kraljevine Hanover.
Prva železniška proga skozi mesto je bila zgrajena leta 1855, povezana s krajem Löhne. Nadaljnja železniška povezava se je pojavila v naslednjih desetletjih, in povezala Osnabrück z Emdenom leta 1856, s Kölnom leta 1871 in Hamburgom leta 1874. Leta 1866 je Osnabrück po avstro-pruski vojni pripadel Prusiji in deloval kot del Hanoverske province. Rast lokalnega gospodarstva in prebivalstva je spodbudila širitev v inženirski in tekstilni industriji s podjetjem Hammersen Weaving Mill, ustanovljeno leta 1869 in metalurškim podjetjem Osnabrücker Kupfer- und Drahtwerk po letu 1873. V poznem 19. stoletju je prišlo tudi do povečanja števila šol ter prihoda električne energije in sodobnih sanitarij.

### 20. stoletje
Do leta 1914 je imel Osnabrück več kot 70.000 prebivalcev. Izbruh 1. svetovne vojne je zahteval racionalno prehranjevanje; blokada zavezniških sil in huda zima leta 1917 sta povzročili nadaljnje pomanjkanje. Po porazu Nemčije leta 1918 je med novembrsko revolucijo nadzor prevzel svet, sestavljen iz delavcev in vojakov, ki pa ga je v naslednjih letih nadomestila nova Weimarska republika. Podobno kot v mnogih drugih nemških mestih je v 1920-ih  Osnabrück doživel precejšnjo inflacijo in brezposelnost, z več kot 2000 brez dela do leta 1923, skoraj 14000 pa jih je do leta 1928 dobilo neko obliko državne pomoči.
Politično je bil v 1920-ih trdnjava podpore socialnim demokratom in stranke Katoliškega centra. Vendar pa je na volitvah v Reichstag septembra 1930 Nacistična stranka dobila največji odstotek glasov v mestu (skoraj 28%), kar je več kot sedemkrat povečalo njihovo volilno uspešnost v Osnabrücku dve leti prej. Med kampanjami pred zveznimi volitvami leta 1932 sta imela Adolf Hitler in Joseph Goebbels dobro obiskane govore v mestu.
Po zasegu moči nacistov januarja 1933 so v Osnabrücku izvajali nacionalsocialistične ekonomske, politične in socialne programe. Posledica tega je bila gospodarska rast za etnične Nemce, zato je mesto od začetka leta 1933 naprej imelo več kot 10.000 brezposelnih oseb, da bi bilo dejansko pomanjkanje delovne sile pet let kasneje. Podporniki opozicijskih strank in nemških Judov (ki so imeli stoletja izkušenj z diskriminacijo)) so bili zaprti ali prisiljeni zapreti svoja podjetja in zapustiti mesto. V času 2. svetovne vojne so bili Judje in Romi množično preseljeni v koncentracijske in uničevalne tabore.
Vojna se je za Osnabrück končala 4. aprila 1945, ko je XVII. korpus druge Montgomeryjeve armade vstopil v mesto z malo upora. Ker je bilo mesto konca vojne močno bombardirano, je zahtevalo velike obnovitvene programe. Britanci so imenovali novega župana, Johannesa Petermanna, vendar je bil med zavezniško okupacijo Nemčije vodja britanski vojaški guverner, polkovnik Geoffrey Day, odgovoren za upravljanje mesta. Odnosi med okupatorji in državljani Osnabrüka so bili na splošno mirni, čeprav so obstajale napetosti. 
Po 2. svetovni vojni je Zahodna Nemčija reorganizirala svoje dežele; Osnabrück je leta 1946 postal del nove dežele Spodnja Saška. Britanci so še naprej vzdrževali britanski garnizon v bližini mesta, ki je bil na enem mestu največji na svetu, z okoli 4.000 vojaki in je zaposloval okoli 500 lokalnih civilistov. Zaradi zmanjšanja proračuna so vojake leta 2008 umaknili, denar pa se je vrnil lokalni samoupravi.
Po treh stoletjih je mesto končno pridobilo svojo univerzo, ko je vlada Spodnje Saške leta 1974 ustanovila Univerzo v Osnabrücku.

## Znamenitosti
- Mestna hiša
- Stolnica svetega Petra, ustanovljena v 11. stoletju. Ima dva stolpa, originalno enake velikosti
- Marienkirche
- Samostan Gerdrudenberg
- Heger Tor, spomenik vojakom iz Osnabrücka, ki so umrli v bitki pri Waterlooju leta 1815
- Bucksturm, najstarejši stolp v mestu in nekoč del mestnega obzidja. Nekoč je bil uporabljen kot zapor za ženske, obtožene čarovništva
- Vodnjak Ruve (1985), ki je bil postavljen ob 1200-letnici mesta

## Pomembne osebnosti
Znane Osnabrückove osebnosti so pisatelj Erich Maria Remarque in slikarja Friedrich Vordemberge-Gildewart (1899–1962) in Felix Nussbaum. Nussbauma je Osnabrück počastil v obliki muzeja, ki ga je zasnoval Daniel Libeskind, in se bil odprt leta 1998; je bil zasnovan kot skrajšana različica Libeskindovega judovskega muzeja v Berlinu. Slikar Paul Ehrhardt (1888–1981) je bil bolj regionalnega pomena. Pesnik in učenjak Johann Ernst Hanxleden se je rodil v Osnabrücku.

## Sinovi in hčere mesta
- Albert Suho (1380-1450~), duhovnik, teolog, zgodovinar
- Gerlach Flicke (1500-1558), slikar
- Friedrich Staphylus (1512-1564) teolog, [38] najprej Protestant in nato katoliški pretvornik.
- Johann Wilhelm Petersen (1649-1727), evangeljski teolog
- John Closterman (1660 - 1711) slikar portretov [39]
- Ernest Augustus, vojvoda Yorški in Albany (1674-1728), brat [40] Jurija I. Britanskega
- Sophia von Kielmansegg, grofica Darlingtonska (1675-1725), polsestra Jurija I. Britanskega
- Justus Möser (1720-1794) jurist [41] in socialistični teoretik
- Ernst zu Münster (1766-1839), politik, državnik v službi hiše Hannover
- Bernhard Rudolf Abeken (1780-1866), filolog
- Friedrich Clemens Gerke (1801-1888), pionir telegrafije
- Karl Fortlage (1806-1881) filozof [42]
- Heinrich Abeken (1809-1872), evangeljski teolog
- August von Kreling (1819-1876), slikar in kipar
- Friedrich Blass (1843-1907) klasični [43] učenjak.
- Friedrich Westmeyer (1873-1917), politik in sindikalist
- Alfred Runge (1881-1946), arhitekt
- Walter Warlimont (1894-1976), artilerijski general
- Erich Maria Remarque (1898-1970), pisatelj

## Pobratena mesta
Osnabrück je pobraten z:
| - Haarlem, Nizozemska, od 1961 - Angers, Francija, od 1964 - Gmünd, Avstrija, od 1971 (friendship link) - Derby, Združeno Kraljestvo, od 1976 - Greifswald, Nemčija, od 1988 - Tver, Rusija, od 1991 | - Evansville, ZDA, od 1991 - Gwangmyeong, Južna Koreja, od 1997 - Çanakkale, Turčija, od 2004 - Vila Real, Portugalska, od 2005 - Hefei, Kitajska, od 2006 |